# General Berthelot
General Berthelot là một xã thuộc hạt Hunedoara, România. Dân số thời điểm năm 2002 là 1021 người.